# Bogatić (Valjevo)
Pour les articles homonymes, voir Bogatić.
Bogatić (en serbe cyrillique : Богатић) est un village de Serbie situé sur le territoire de la Ville de Valjevo, district de Kolubara. Au recensement de 2011, il comptait 113 habitants.

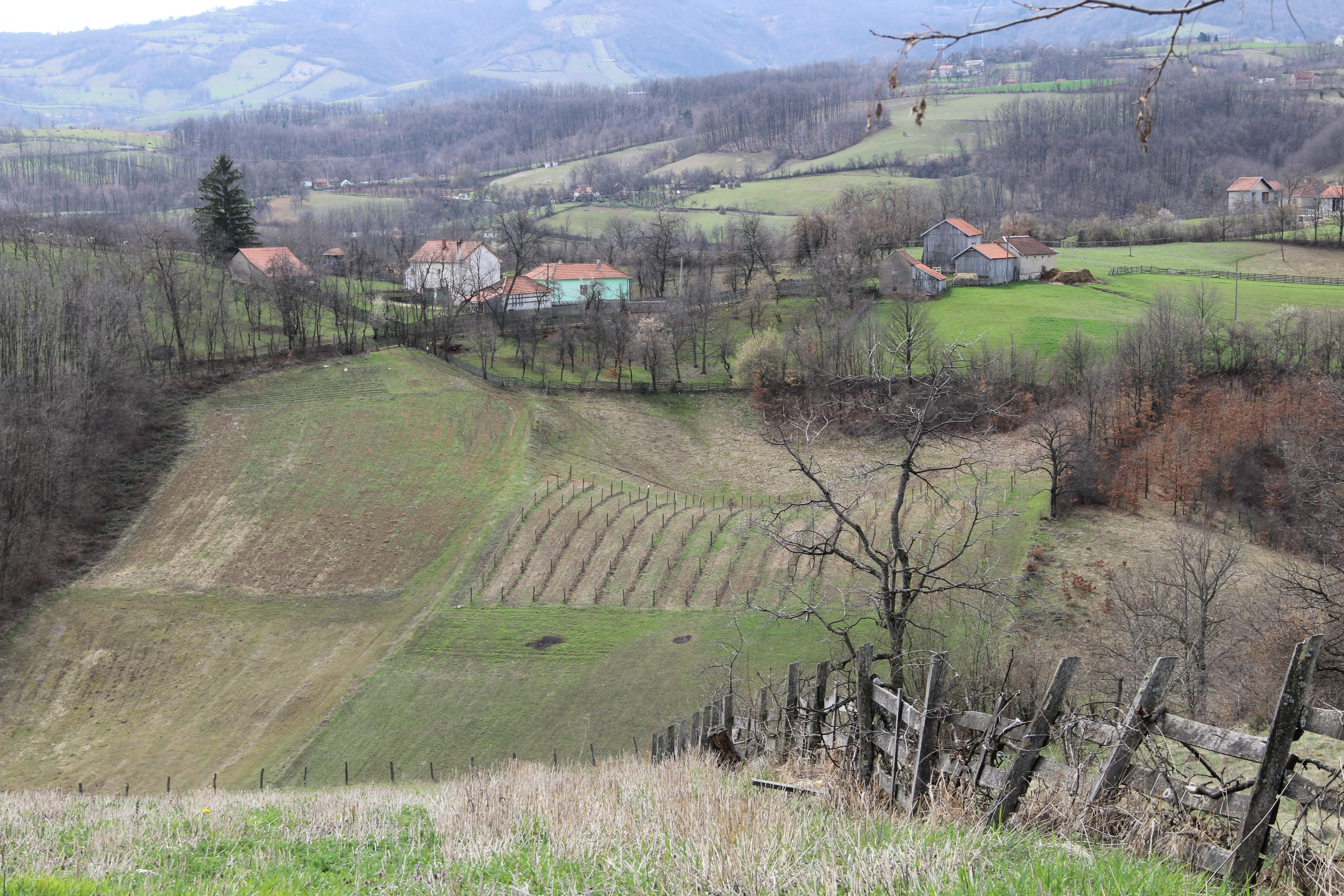
Bogatić - Panorama
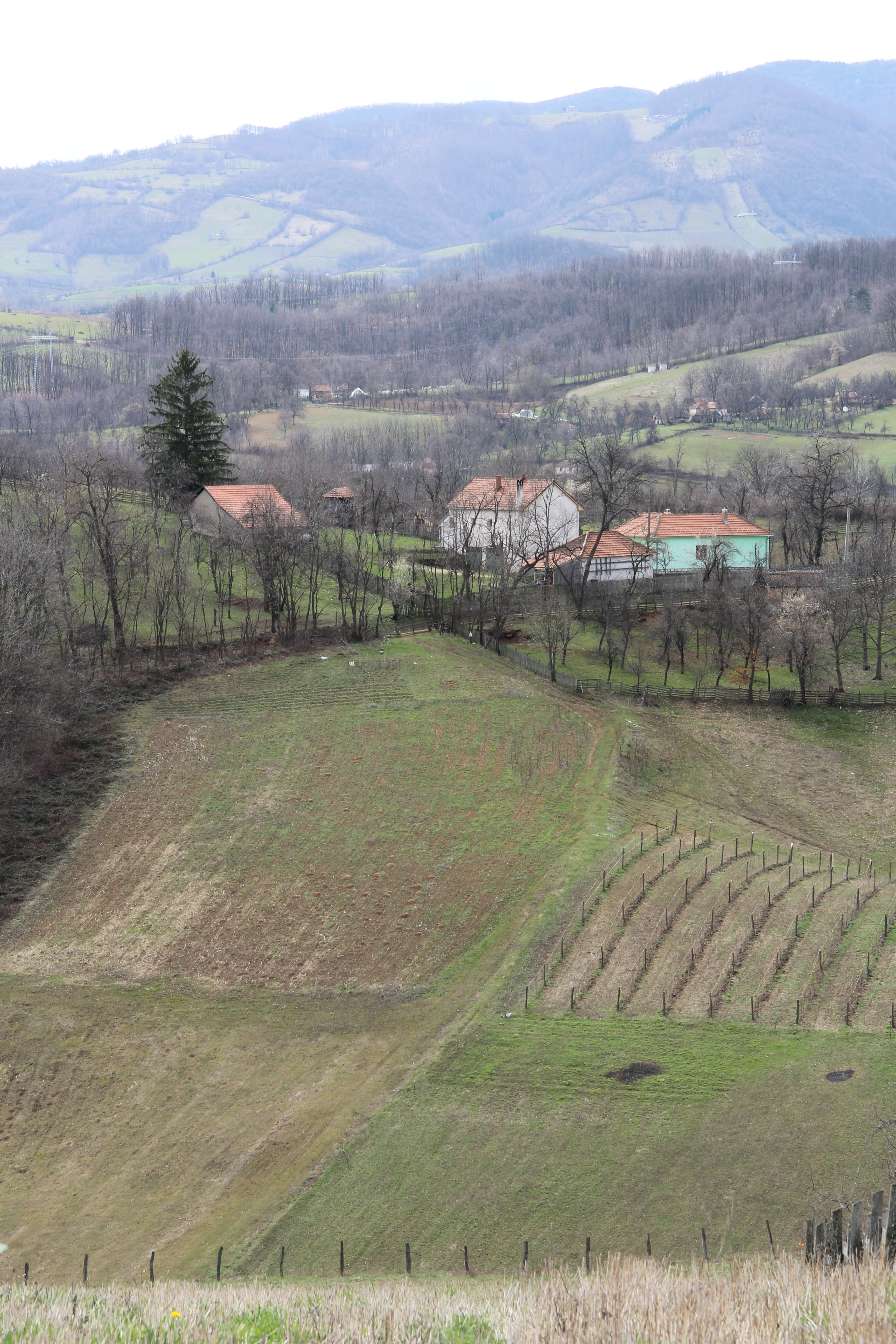
Bogatić - Panorama
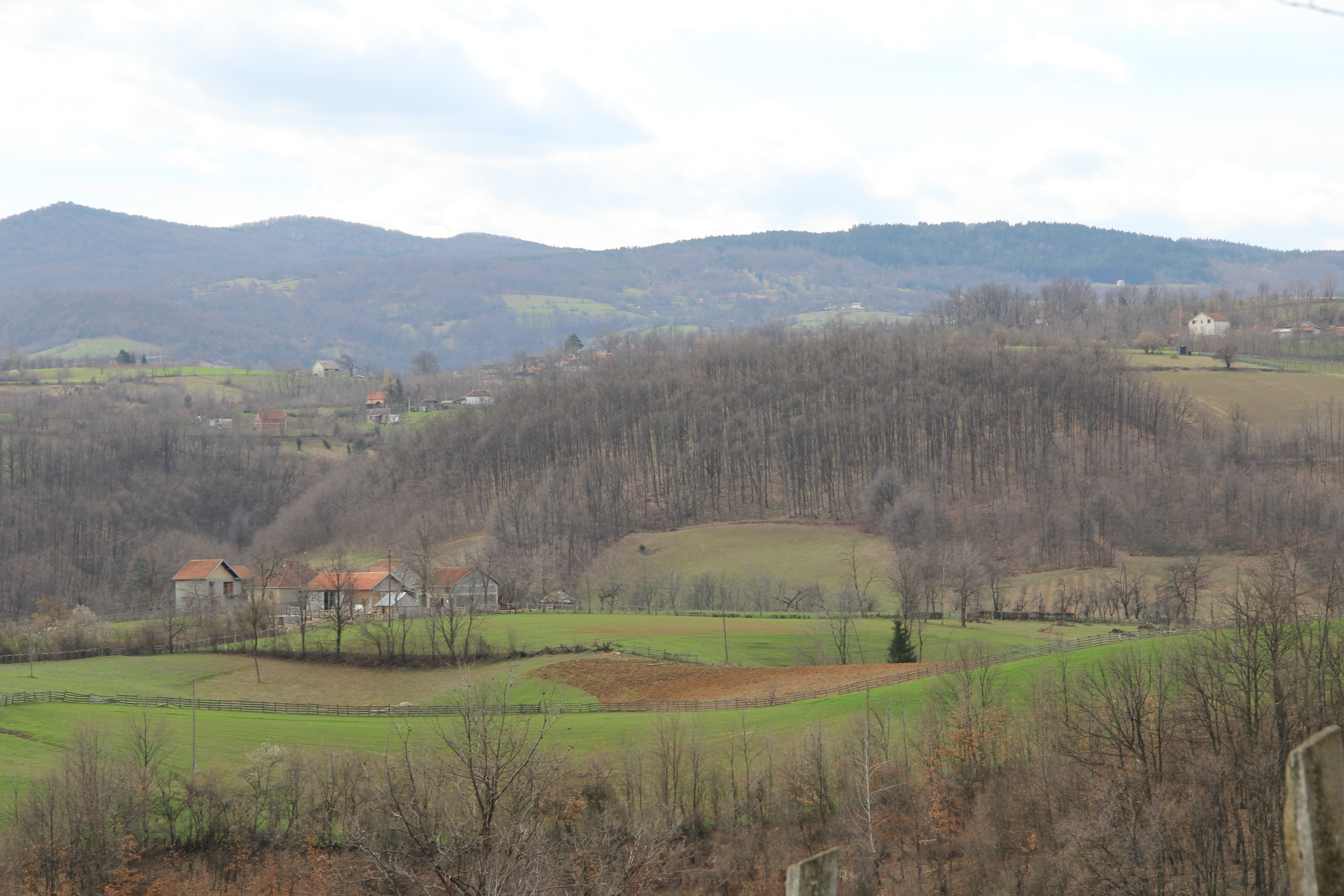
Bogatić - Panorama
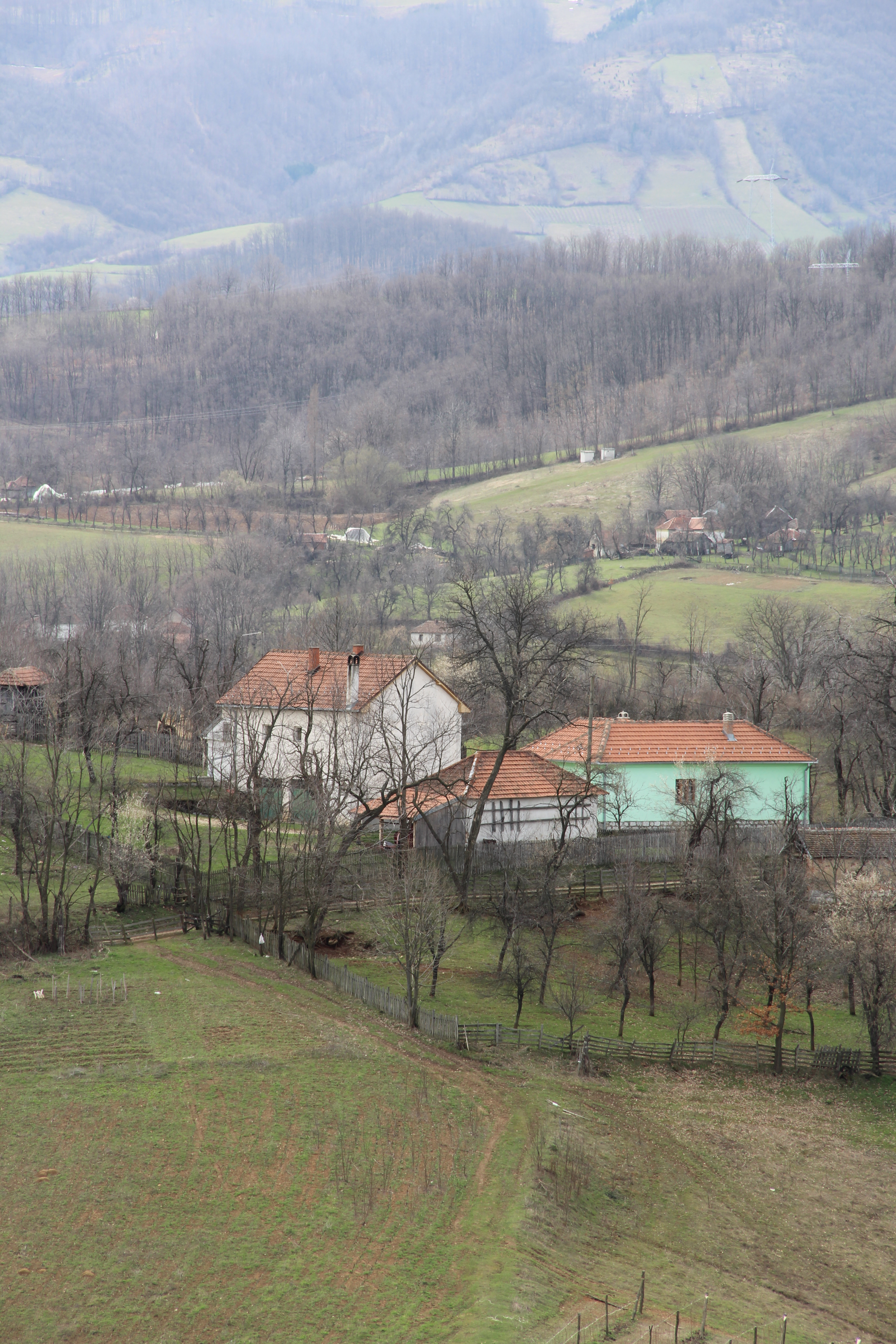
Bogatić - Panorama
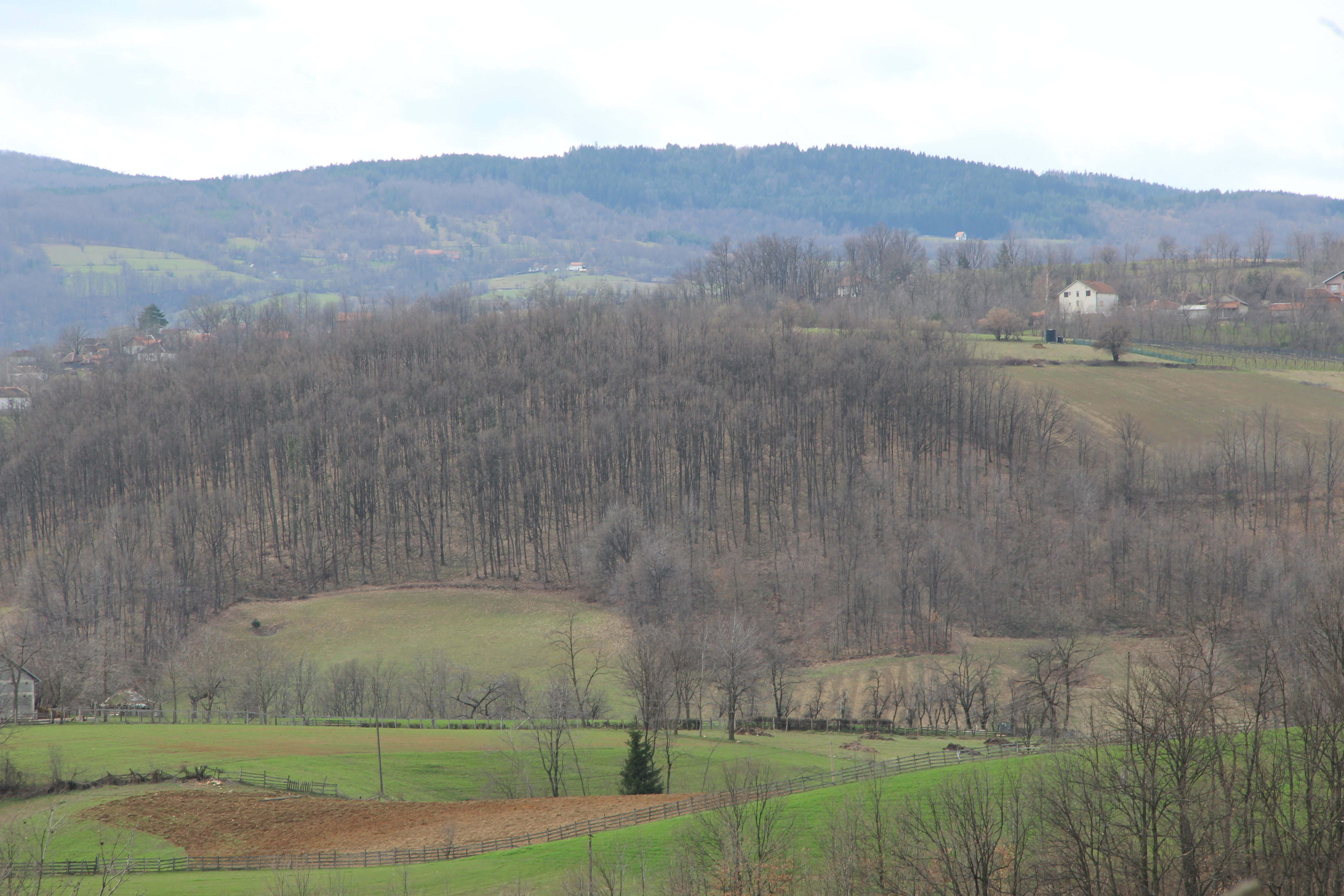
Bogatić - Panorama

## Démographie
| 1948 | 1953 | 1961 | 1971 | 1981 | 1991 | 2002 | 2011 |
| ---- | ---- | ---- | ---- | ---- | ---- | ---- | ---- |
| 359  | 323  | 313  | 283  | 220  | 165  | 129  | 113  |

|  |